# Matthias Schießleder
Matthias Schießleder (ur. 23 września 1936 w Essen, zm. 13 marca 2024) – niemiecki judoka. Olimpijczyk z Tokio 1964, gdzie zajął dziewiętnaste miejsce wadze lekkiej.
Złoty medalista mistrzostw Europy w 1960 i brązowy w 1959.

## Letnie Igrzyska Olimpijskie 1964
| Konkurencja | Runda eliminacyjna     | Runda eliminacyjna    | Klas. końcowa |
| Konkurencja | Przeciwnik I           | Przeciwnik II         | Miejsce       |
| ----------- | ---------------------- | --------------------- | ------------- |
| 68 kg       | Karl Reisinger (AUT) P | Paul Maruyama (USA) P | 19.           |